# Popovo (okres Berehovo)
Popovo, také Čonkapapi, ukrajinsky Попово, maďarsky Csonkapapi, je vesnice v kosonské venkovské územní komunitě (hromadě), v okrese Berehovo v Zakarpatské oblasti Ukrajiny. Většina obyvatel je maďarské národnosti.
Kostel pochází ze 13. století. V místní škole je malé muzeum venkovského života.

## Části obce
- Popovo, 929 obyv.
- Male Popovo, 210 obyv.
- Heten, 761 obyv.[2]

## Historie
První písemná zmínka o obci pochází z roku 1261. Do uzavření Trianonské smlouvy byla obec součástí Uherska, poté byla součástí Československa. V letech 1938 až 1945 byla (na základě první vídeňské arbitráže) součástí Maďarského království. Od roku 1945 byla obec součástí Ukrajinské sovětské socialistické republiky, která byla součástí SSSR. Od roku 1991 je obec součástí nezávislé Ukrajiny